# Exacum fruticosum
Exacum fruticosum är en gentianaväxtart som beskrevs av Jean-Henri Humbert. Exacum fruticosum ingår i släktet Exacum och familjen gentianaväxter. Inga underarter finns listade i Catalogue of Life.